# 11802 Ivanovski
11802 Ivanovski eller 1981 EP12 är en asteroid i huvudbältet som upptäcktes den 1 mars 1981 av den amerikanska astronomen Schelte J. Bus vid Siding Spring-observatoriet. Den är uppkallad efter Stavro Lambrov Ivanovski.